# Acanthodactylus ahmaddisii
Acanthodactylus ahmaddisii е вид влечуго от семейство Гущерови (Lacertidae). Видът е застрашен от изчезване.

## Разпространение
Разпространен е в Йордания.